# Colgan Air
Colgan Air, Inc. — американська регіональна авіакомпанія, що є дочірнім підрозділом Pinnacle Airlines. Штаб-квартира розташована на території регіонального аеропорту Манассас в м. Манассас (Manassas), штат Вірджинія.
Головні пункти призначення — нью-йоркський аеропорт Ла-Гуардія, бостонський міжнародний аеропорт Логан, міжнародний аеропорт Washington Dulles, міжнародний аеропорт Ньюарк Ліберті, і хьюстонський Аеропорт Х'юстон Інтерконтинентал імені Джорджа Буша. У даний момент обслуговує майже 50 міст на північному сході і в Техасі в ролі регіональної для компанії US Airways Express, United Express і Continental Connection.
5 лютого 2007 було оголошено, що Калген буде обслуговувати лінії компанії Continental Airlines з міжнародного аеропорту Ньюарк Ліберті, починаючи з 2008 року. Калген закупила і використовує 15 нових літаків Bombardier Q400.

## Історія

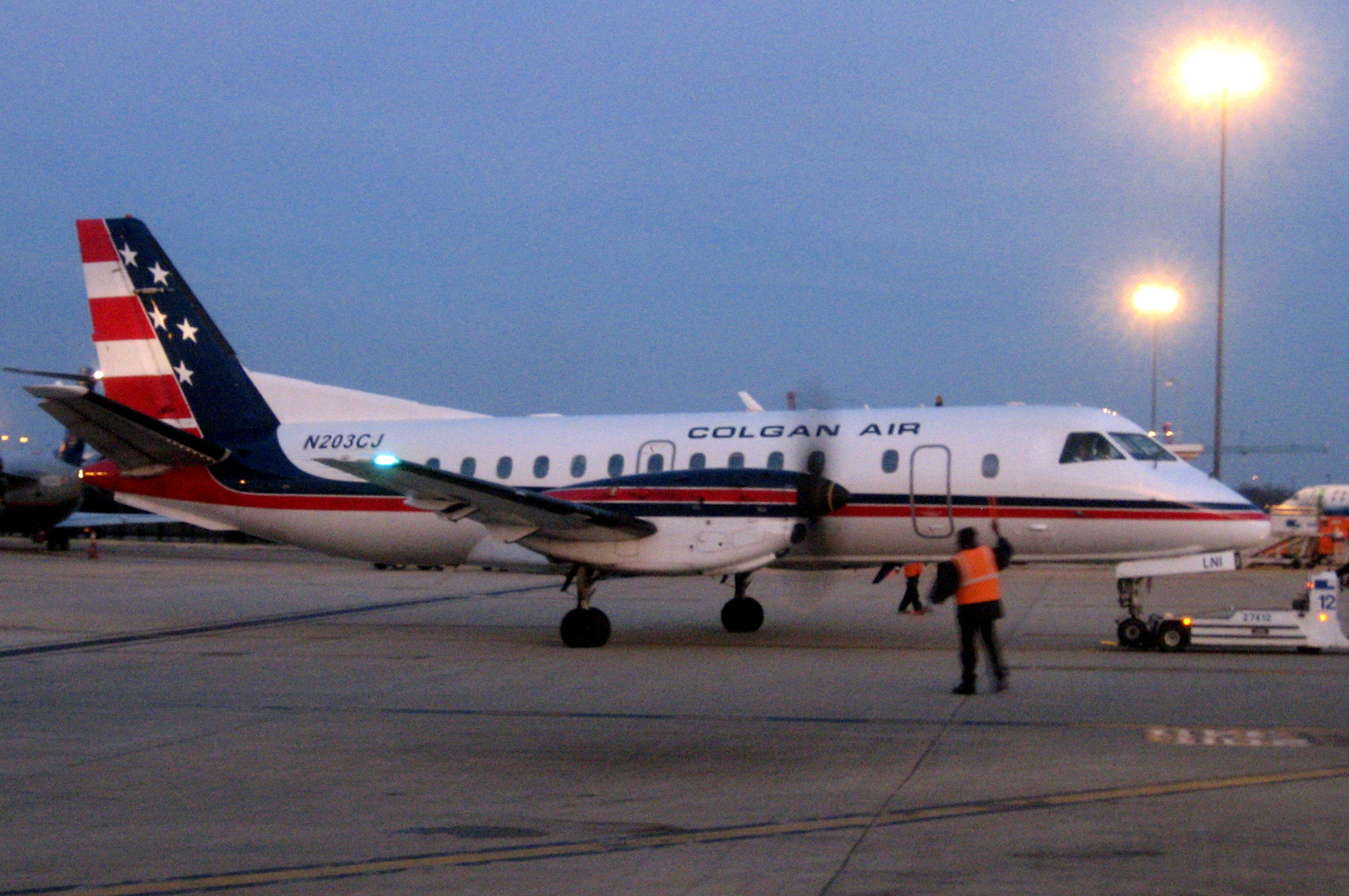
Saab 340B в кольорах Colgan Air

Чарльз Калген (Charles J. Colgan) заснував FBO (Fixed base operator, сервісний центр для обслуговування пасажирів та проведення технічного обслуговування та ремонту) «Colgan Airways Corporation» в аеропорту Манассас (Вашингтон) і Поукіпсі (Нью-Йорк) в 1965. Компанія почала передбачене обслуговування за контрактом з IBM в 1970 між аеропортом Манассас і Поукіпсі. У наступні 15 років вона розрослася і в 1986 була продана
Presidential Airways.
Коли в 1991 Presidential Airways зникла, Калген і його син, Майкл Дж. (Michael J.) відновили свій бізнес під маркою Colgan Air. Компанія була заснована і почала працювати 1 грудня 1991. 1 липня 1997 вона стала регіональним підрозділом Continental Airlines, працюючи під маркою Continental Connection.

### US Airways Express

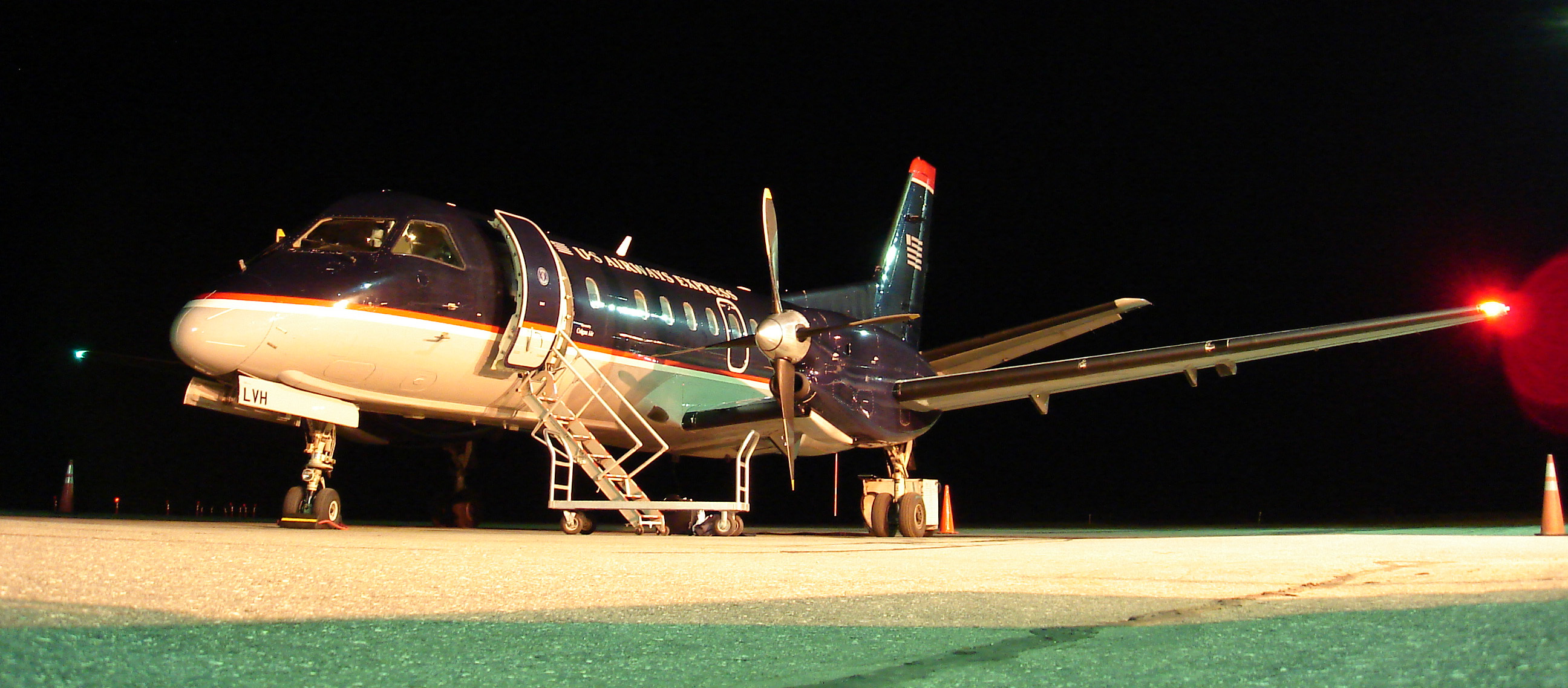
Saab 340B в кольорах US Airways Express

### Continental Connection

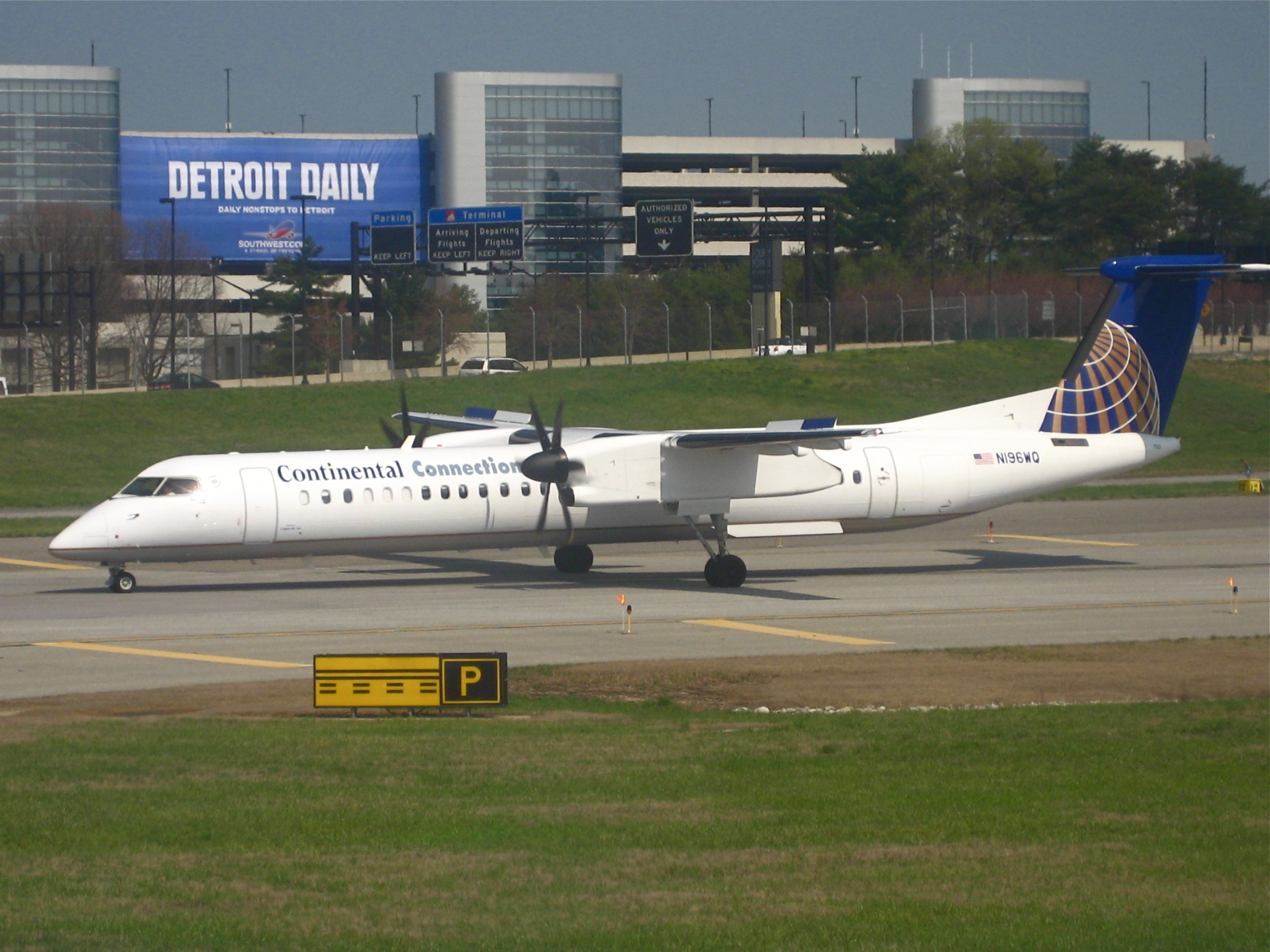
Bombardier Q400 в кольорах Continental Connection

## Пункти призначення

### United Express

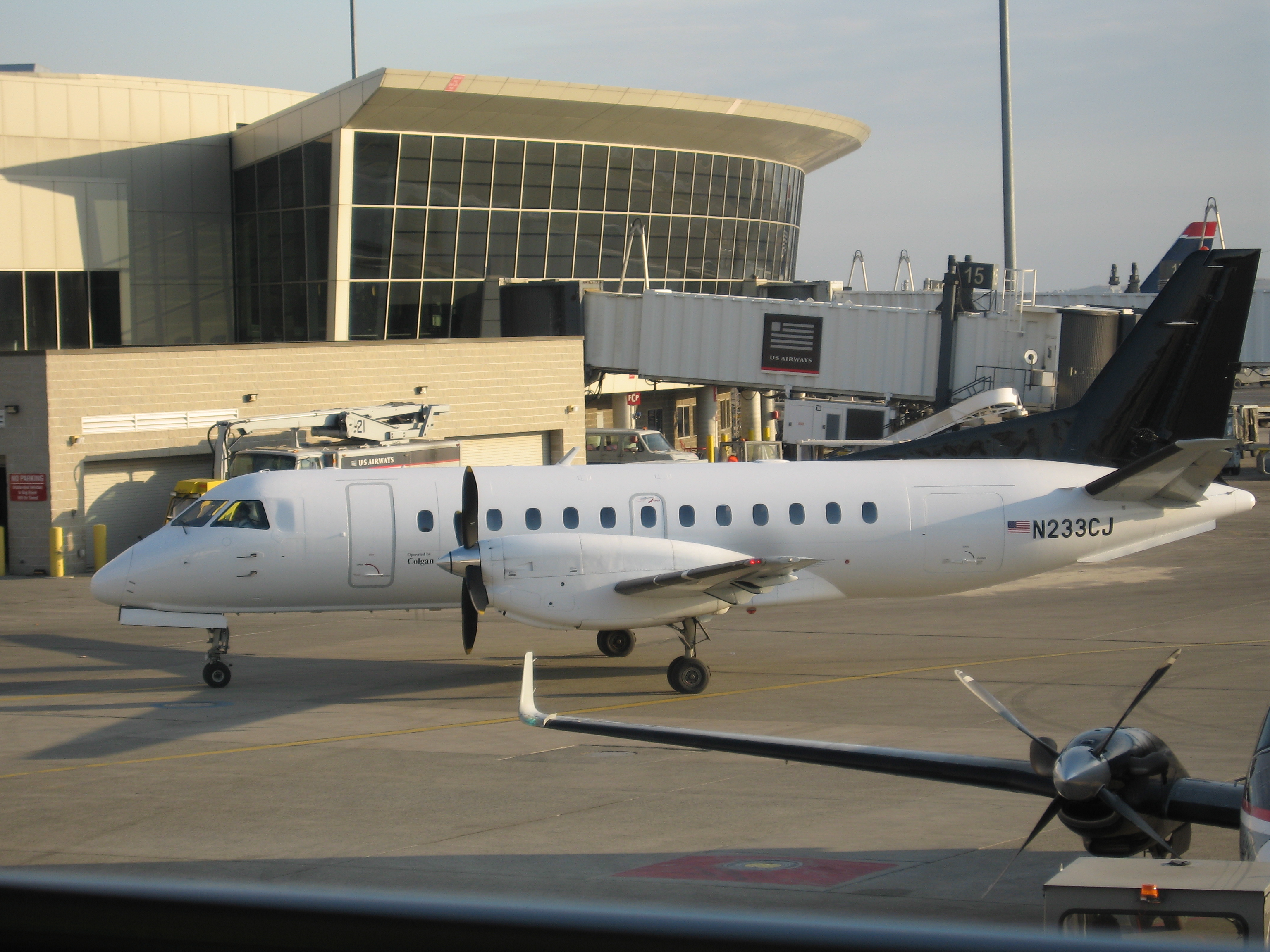
Unmarked Saab 340B компанії Colgan Air в аеропорту Логан

Шаблон:Row1
Вашингтон, округ Колумбія — Вашингтонський аеропорт імені Даллеса Хаб
Стаунтон (Staunton) / Херрісонбург (Harrisonburg) / Уэйнсборо (Waynesboro) — регіональний аеропорт Shenandoah Valley
Шарлоттсвілл — аеропорт Charlottesville-Albemarle
Шаблон:Row1
Беклі (Beckley) — меморіальний аеропорт Beckley Raleigh County
Кларксбург (Clarksburg) — аеропорт North Central West Virginia
Моргентаун — аеропорт Morgantown Municipal
Паркерсбург (Parkersburg) — регіональний аеропорт Mid-Ohio Valley
Чарлстон — аеропорт Yeager
Нью-Йорк (штат): Бінгхемтон (Binghamton) — аеропорт Greater Binghamton
Уайт-Плейнс (White Plains) — аеропорт Westchester County
Пенсільванія
Аллентаун / Вифлеєм (Bethlehem) — міжнародний аеропорт Lehigh Valley
Алтуна (Altoona) — аеропорт Altoona-Blair County
Джонстаун (Johnstown) — аеропорт Johnstown-Cambria County
Стейт-Каллідж (State College) — аеропорт University Park

## Аварії
- Рейс 9446 авіакомпанії Colgan Air: 26 серпня 2003 Beech 1900D, що належить Colgan Air, що здійснював рейс компанії US Airways Express ударився об воду незабаром після зльоту з Ярмута (Массачусетс). Обидва пілоти загинули.[3]

- Рейс 3407 авіакомпанії Continental Airlines: 12 лютого 2009 Bombardier Q400, що належить Colgan Air впав на житловий будинок, що знаходиться на Long Street Клеренс-Центрі (штат Нью-Йорк), підлітаючи до міжнародного аеропорту Ніагара (Баффало). Загинули 44 пасажири і п'ять членів екіпажу, а також один чоловік, який знаходився в будинку.[4] Рейс виконувався 74-місцевим літаком Bombardier Dash 8 Q400 (Registration: N200WQ [Архівовано 4 березня 2016 у Wayback Machine.]) з двома турбогвинтовими двигунами, оснащеним системою протиобледеніння. Ця машина була введена в експлуатацію в квітні 2008.[5] Екіпаж не повідомляв про аварійної ситуації перед катастрофою. Це був перший випадок аварії на комерційних літаках з людськими жертвами в США з серпня 2006.